# Die zarte Falle
Die zarte Falle (Originaltitel: The Tender Trap) ist eine US-amerikanische Filmkomödie aus dem Jahr 1955 unter der Regie von Charles Walters. Das Drehbuch basiert auf dem gleichnamigen Theaterstück der US-amerikanischen Schriftsteller Max Shulman und Robert Paul Smith aus dem Jahr 1954.

## Handlung
Der Künstleragent Charlie Y. Reader ist 35 und immer noch Single. Er ist umgeben von Frauen, die ihn verwöhnen, für ihn kochen und sogar für ihn putzen. Dieses idyllische Leben wird gestört, als Charlie einen Besuch von seinem alten Freund Joe McCall bekommt, der auf der Flucht vor seiner Ehe mit Ethel ist. Charlie lässt Joe bei sich einziehen und letzter ist tief beeindruckt von all den Freundinnen Charlies. Charlie seinerseits versteht nicht, warum Joe seine Ehefrau und Kinder einfach so aufgeben will. Am nächsten Morgen begegnet Charlie der Sängerin und Schauspielerin Julie Gillis bei einem Vorsingen. Obwohl Julie Charlies Annäherungsversuche zunächst abwehrt, sieht sie in ihm einen guten Ehemann und Vater. Da sie Pläne für eine schnelle Heirat hat, sieht es danach aus, dass Charlie in eine Liebesfalle zu tappen droht. Er darf sich zum Beispiel nicht mehr mit anderen Frauen treffen und Julie fängt an, sein Leben zu beherrschen. 
In der Zwischenzeit versteht sich Joe mit Sylvia Crewes, einer klassisch ausgebildeten Geigerin und ehemaligen Geliebten von Charlie. Sylvia ist 33 und möchte heiraten. Sie hatte auf eine Beziehung mit Charlie gehofft, aber er hält sich zurück. Als Charlie an diesem Abend nach Hause kommt, ist er Julies ständige Forderungen leid und bittet Sylvia in einem Moment der Verzweiflung, ihn zu heiraten. Sylvia ist im siebten Himmel, bis sie erfährt, dass Charlie auch Julie einen Heiratsantrag gemacht hat. Julie und Sylvia sind nun sauer auf Charlie. Als Joe Sylvia daraufhin fragt, ob sie ihn heiraten will, lehnt sie ab. Sie erinnert Joe daran, dass Mädchen zu Frauen werden, wenn sie heiraten, und dass sie nicht viel anders sein wird als Ethel. Sie läuft aus Charlies Wohnung weg und trifft am Fahrstuhl auf Mr. Loughran, Charlies Nachbar und ebenfalls Single. Loughran erkennt Sylvia von einem Fernsehkonzert wieder und bittet sie um ein Date. Währenddessen packt Joe seine Sachen zusammen und fährt zurück zu seiner Familie. Charlie entflieht seinem Leben in New York, indem er für ein Jahr nach Europa fährt. Als er zurückkehrt, ist Sylvia gerade dabei, Loughran zu heiraten. Sie wirft Charlie ihren Brautstrauß zu, der damit zu Julie läuft und ihr einen Heiratsantrag macht. Julie sagt ja und damit ist die zweite Ehe in Vorbereitung.

## Hintergrund
Das ursprüngliche Broadway-Bühnenstück The Tender Trap von Max Shulman und Robert Paul Smith wurde am 13. Oktober 1954 im Longacre Theater uraufgeführt und lief 102 Vorstellungen lang. Zur Originalbesetzung gehörten Robert Preston und Kim Hunter.
Einen Moment lang sah es so aus, als ob Smith am Drehbuch mitarbeiten würde, jedoch war es der Drehbuchautor Julius J. Epstein, der das Skript zum Film schrieb. Obwohl sich der Film um Sinatra dreht, sind neben ihm eine beachtliche Anzahl von Frauen zu sehen. Aus diesem Grund gab es eine Reihe von Vorsprechen für die verschiedenen weiblichen Rollen, für die laut einer Meldung des Hollywood Reporter vom Mai 1955 unter anderem Mitzi Gaynor und Barbara Darrow in Betracht gezogen wurden.
Zwei Jahre vor Die zarte Falle feierte Sinatra in Verdammt in alle Ewigkeit sein Comeback auf der Leinwand und spielte anschließend eine Hauptrolle in Der Mann mit dem goldenen Arm (1955), für die er eine Oscar-Nominierung erhielt. Der Lied, das Sinatra im Film singt, (Love Is) The Tender Trap markiert einen weiteren Wendepunkt in Sinatras Gesangskarriere. In dieser Zeit veröffentlichte er Alben wie In the Wee Small Hours und Songs for Swingin' Lovers.

## Rezeption
Das Lexikon des Internationalen Films schreibt: „Nach einer Boulevardkomödie entstandener Unterhaltungsfilm mit verwicklungsreicher, oberflächlicher Handlung. Einige amüsante Einfälle und die guten Darsteller können nicht über die schablonenhafte Inszenierung hinwegtäuschen.“

## Auszeichnungen
Der Film erhielt eine Oscar-Nominierung in der Kategorie „Bester Song“ (Jimmy Van Heusen und Sammy Cahn für (Love Is) The Tender Trap).